# German Jalil Terriquez Cordova

Germán Jalil Terriquez Córdova mejor conocido como Licenciado Transparente' es un abogado penalista mexicano, fundador y director general de la firma penal Justicia Transparente. Ha sido fiscal en Baja California, catedrático universitario, conferencista y autor de diversas obras jurídicas en materia penal. Su participación como analista en medios de comunicación y su labor de difusión sobre el sistema penal lo han posicionado como una de las voces reconocidas en el ámbito jurídico en México.

## Formación académica
Egresó en 2009 de la Facultad de Derecho de Mexicali de la Universidad Autónoma de Baja California, obteniendo el título de Licenciado en Derecho el 27 de agosto de 2010.  

## Trayectoria profesional
Tras concluir sus estudios, se incorporó a la entonces Procuraduría General de Justicia del Estado, hoy Fiscalía General del Estado de Baja California, donde trabajó de diciembre de 2010 hasta diciembre de 2016 desempeñando el cargo de fiscal adscrito en diversas unidades especializadas de investigación entre ellas las de delitos contra las personas y su libertad, robo de
vehículos, unidad de investigación con detenido, entre otros.
En el 2016 el Lic. German Jalil Terriquez Cordova fue Legislador Juvenil en donde el fue el origen de la iniciativa presentada al Parlamento Juvenil, colaboró con el Congreso del Estado de Baja California dentro del programa de Legisladores Juveniles, siendo mencionado en el Dictamen No. 59 de la Comisión de Justicia, relacionado con el proceso parlamentario en materia penal.
El 1 de enero de 2017, fundó la firma Justicia Transparente, de la cual es director general y ejerce como abogado activo. Dentro de la firma, lidera un equipo de abogados penalistas y participa como defensor así como asesor jurídico, según la naturaleza del caso. Su práctica se centra exclusivamente en el derecho penal, incluyendo la gestión de procesos en primera, segunda y tercera instancia, juicios penales en todas las etapas, apelaciones y juicios de amparo.
En ese mismo año 2017, fue catedrático en la Universidad Vizcaya de las Américas, impartiendo la asignatura de Derecho Procesal Penal.  

## Participación académica y conferencias
En 2011 asistió al seminario “Destrezas para Debate en Juicio Oral” celebrado en Santa Fe, Nuevo México, organizado por Alliance Partnership. A lo largo de su trayectoria ha participado en múltiples talleres y foros de actualización en materia penal organizados por la Procuraduría General de Justicia de Baja California y la Secretaría de Gobernación, como por ejemplo “Desarrollo y
Reformas del Proceso Acusatorio en Baja California” en Mexicali, Baja California, en 2012; “Argumentación
Jurídica en el sistema penal acusatorio” en 2015; “Investigación Criminal conjunta, Ministerio Público, Perito y Policía” celebrado en 2015; “Sensibilización en atención a víctimas y testigos” en 2014; “Determinaciones ministeriales y control judicial de actos de investigación” en 2015; “Protocolo modelo para la investigación del delito de Feminicidio en el Sistema Penal Acusatorio”, "La Ley Nacional de Mecanismos Alternativos de Solución de Controversias en Materia Penal impartido por Segob en conjunto con USAID México”; “Litigación en Audiencias en la etapa de Investigación”; “Análisis Comparativo del código Nacional de penales al código de Procedimientos Penales de Baja California” y “Actualización Legislativa Jurisprudencial en Derecho de Amparo”.

Ha sido conferencista en la Facultad de Derecho Tijuana de la Universidad Autónoma de Baja California, con la ponencia "La realidad del derecho penal en el día a día de un abogado".  

## Colaboración con organismos internacionales
Desde 2017 ha sido afiliado al proyecto Projusticia de la Agencia de los Estados Unidos para el Desarrollo Internacional (USAID), donde ha impartido cursos en fiscalías especializadas en distintos estados del país, como en San Luis Potosí, Tabasco y Nuevo León.  
En la actualidad el Licenciado German Terriquez representa en materia penal los intereses legales del Gobierno de los Estados Unidos de América como abogado del Consulado Americano en México, reafirmando así su posición como uno de los abogados penalistas más reconocidos y respetados del país. 

## Participación en medios
Ha sido entrevistado en medios locales como Canal 66 de Mexicali y Canal 33 de Tijuana, así como en cadenas internacionales como Law & Crime Network, en el pódcast Sidebar, entre muchos otros; Sus opiniones sobre casos mediáticos han sido replicadas por medios nacionales como Milenio. Entre los casos en los que ha participado como analista se encuentran el de la influencer Valeria Márquez, quien perdió la vida de manera violenta durante una transmisión en vivo en TikTok, y el del actor de cine para adultos Alex Marín, en relación con la posibilidad de enfrentar cadena perpetua por delitos de carácter sexual, entre otros casos mediáticos.

## Obras publicadas
El Lic. German Terriquez es autor de cuatro libros relacionados con el derecho penal, los cuales se encuentran a la venta en amazon. 
- Código Nacional de Procedimientos Penales explicado para no penalistas
- ¿Enfrentando cargos en México?
- The Mexican Criminal Process Explained In English
- Facing Charges in Mexico?